# トゥール条約
トゥール条約（仏: Trêve de Tours、英: Treaty of Tours）は、百年戦争中の1444年5月22日にイングランドとフランスの間で結ばれた休戦条約である。現在のフランス中部・アンドル＝エ＝ロワール県トゥール郡にあるシャトー・ド・プレシ＝レ＝トゥールで締結された。

## 経過
フランスの反撃で大陸領を失っていたイングランドは、もはや軍事力で奪還出来ないことを悟り、外交でフランスと和睦し残された領土を確保することを優先した。この立場を取る和平派のヘンリー・ボーフォート枢機卿は、国王ヘンリー6世をフランス王シャルル7世の王妃マリー・ダンジューの姪マルグリット・ダンジュー（マーガレット・オブ・アンジュー）と結婚させることで和睦を図り、サフォーク伯ウィリアム・ド・ラ・ポールをフランスへ派遣した。
1444年3月にフランスに着いたサフォーク伯は宮廷と交渉を行い、2ヶ月後の5月22日にトゥール条約を結んだ。内容は以下の通り。
1. マルグリットは父ルネ・ダンジュー（マリーの弟）の相続権を放棄する。
2. ルネからの持参金は免除される。
3. イングランド・フランスは2年間休戦する。
4. イングランドはルネに占領していたメーヌ・アンジューを返還する。

全てフランスに有利な条件だったが、サフォーク伯は承諾する一方、国内の抗戦派に反対されることを恐れたため内容は秘密にされた。マルグリットとの婚約も取り付けた功績でサフォーク伯は侯爵に昇叙、翌1445年に渡英したマルグリットは改めて4月23日にヘンリー6世と結婚式を挙げた。1447年にボーフォート枢機卿亡き後にヘンリー6世の側近に成り上がったサフォーク侯は1448年に公爵となり、抗戦派を抑えつつ和睦の進展を図っていった。
だが、1447年にメーヌ・アンジュー割譲の条約が発表されると和平派への反発が巻き起こり、サフォーク公がヘンリー6世夫妻の信任を元に自分の支持者や和平派を中心とした派閥を結成、抗戦派を始めとする大貴族や議会を排除して、国政を思うがままに動かしていく政治手法にも貴族層を中心に不満が募っていった。フランスの和睦も大陸の入植者の反感を買い、メーヌを明け渡すため駐屯軍を撤退させる中、軍隊とイングランドからの入植者に何も保証を与えない無責任な方策に軍と住民の怒りが増大、サフォーク公ら政府は批判に晒され、彼らに遠ざけられたヨーク公リチャードら抗戦派に期待が高まった。
1448年3月、フランス軍は条約履行を迫りル・マンを奪った。サフォーク公は休戦を1450年4月まで延長、メーヌを全て明け渡すことで衝突を避けたが、政府の弱腰はますます貴族の怒りを買い孤立していった。1449年3月にノルマンディーのイングランド軍が暴発してフージェールを奪うとフランス軍が反撃して休戦は破れ、7月から11月にかけてノルマンディーの大半を征服されてしまった。この失策でサフォーク公への怒りが爆発、1450年1月にサフォーク公は議会で弾劾され、国外追放された後の5月に暗殺された。ノルマンディーのイングランド軍も4月15日のフォルミニーの戦いで大敗、8月にノルマンディーは全て占領されてしまった。そして、和平派と抗戦派の対立はサフォーク公暗殺後も継続され、薔薇戦争に引き継がれていった。